# Rajak Ohanian
Pour les articles homonymes, voir Ohanian.
Rajak Ohanian est un photographe français, né le 11 octobre 1933 à Lyon où il est mort le 6 novembre 2023,.

## Biographie
Rajak Ohanian naît à Lyon, de parents arméniens émigrés dans la banlieue lyonnaise, à Décines, au cours des années 1920 à la suite du génocide des Arméniens de 1915. Il est le père de trois enfants dont le réalisateur Vartan Ohanian et l'artiste visuel Melik Ohanian.
Entre 1955 et 1956, il fait son apprentissage de la photographie chez Technic Photo avec Mr. Sourbier, et achète son premier appareil SEMFLEX en 1956.
La même année, il rencontre Roger Planchon et entame sa collaboration avec le Théâtre de la Cité à Villeurbanne. Dans les années 1960 et 70, il est le photographe des mises en scène de théâtre de Roger Planchon, Jacques Rosner, Patrice Chéreau et de Marcel Maréchal.
Il photographie également l'opéra, dont les mises en scène de Louis Erlo et de Humbert Camerlo.
En 1979-80, pendant deux ans, il s'installe dans une école désaffectée à Sainte-Colombe-en-Auxois, dont il tire une exposition de quarante-quatre portraits.
En 1987-1988, il séjourne à Chicago et tire de ce séjour une exposition.
En 1999, Rajak Ohanian s’installe pendant neuf mois dans une entreprise d’impression sur tissu de la région lyonnaise, pour photographier ses 32 “acteurs”. “Avec ces prises de vues, j’ai voulu mettre en valeur la dignité de chacune de ces personnes”, explique Rajak Ohanian.

## Expositions

### Expositions personnelles
- 2000 : Les Fils du Vent, Atelier du coin, Montceau-les-Mines
- 2000 : Des Profondeurs de la Terre & Portraits, Mairie et Bibliothèque, Sanvignes-les-Mines
- 2001 : Untitled & Portrait de l'Esprit de la Forêt, Galerie de l'Entr'acte, Lausanne
- 2002 : Sur la Route 2001-1954, musée Nicéphore-Niépce[5], Chalon-sur-Saône
- 2003 : À Chicago, Le Toboggan, Décines
- 2004 : Portrait d'une PME & Portraits, Le Rectangle, Lyon
- 2004 : À Chicago, IAC — Institut d'art contemporain, Villeurbanne
- 2004 : Monographie Rajak Ohanian, Biennale Art Contemporain, Montréal
- 2005 : Métamorphoses I, Château de Suze la Rousse, Suze la Rousse
- 2005 : Portrait d'une PME, Festival Est / Ouest, Die
- 2005 : Portrait de l'Esprit de la Forêt & Fragments, Château de Blacons, Mirabel-et-Blacons
- 2006 : Portrait d'une PME, Espace Malraux, Chambéry
- 2006 : Alep, 1915... Témoignages, Galerie Laurent Godin, Paris
- 2009 : Photographies de Rajak Ohanian, Chez Aram Gazarian, Lyon
- 2009 : Métamorphoses II, Molzon
- 2010 : Métamorphoses II, Galerie L'arbre de vie, Mirabel-et-Blacons
- 2010 : Portrait d'un Village, Au Château, Sainte-Colombe-en-Auxois
- 2010 : Portrait d'une PME, Centre Régional d'Art Contemporain, Sète
- 2010 : Métamorphoses II, Galerie Laurent Godin, Paris
- 2012 : Alep, 1915... Témoignages & Portraits, Galerie ARTAE, Lyon
- 2014 : Portrait d'une PME, Galerie Domus, Lyon
- 2014 : Visages de la création - Portraits, ENSIBB, Ecole Normale Supérieure des Sciences de l’Information et des Bibliothèques, Lyon
- 2014 : Visages de la création - Portraits, Théâtre de l’Astrée, Villeurbanne / Centre National de la Mémoire Arménienne, Décines
- 2015 : Alep, 1915... Témoignages, Fondation Bullukian, Lyon
- 2016 : Rajak Ohanian, Galerie Albert Baronian, Bruxelles
- 2017 : Portrait de l'Esprit de la Forêt, Bibliothèque, Fleury-la-Montagne
- 2017 : Métamorphoses I, Galerie Michel Descours, Lyon
- 2018 : Métamorphoses II, Galerie Michel Descours, Lyon
- 2018 : Portraits, Galerie Catherine Putman, Paris
- 2018 : Ce Que Racontent Les Arbres D'Alep – Traces, Galerie Albert Baronian, Bruxelles
- 2018 : À Chicago & Fragments - Les Etoiles de Jean Renaudie, Musée d'Art moderne et contemporain de Saint-Étienne Métropole
- 2020 : Portrait d'un village, Sainte-Colombe-en-Auxois, Centre Culturel Arcade, Sainte-Colombe-en-Auxois
- 2020 : Fragments, Galerie Giardi, Saint-Étienne
- 2021 : Les Mineurs - La Ricamarie, Musée de la Mine, Saint-Étienne
- 2023 : À Chicago, Galerie Ceysson & Bénétière, Saint-Étienne

### Expositions collectives
- 1962 : Performance Collective, La Jeune Parque, Lyon (avec Henri Ughetto, Jim Leon, Raoul Bruckert...)
- 1962 : Rencontre Lyonnaise, AGEL - Association des Etudiants de Lyon, Lyon (organisé par Alain Crombecque)
- 1970 : Peinture-Gravure-Photographie, Galerie d'Art de l'ile de Bendor, l'ile de Bendor, Fondation Paul Ricard
- 1972 : Photographies, Le Mail, Grignan
- 1974 : Forum - Groupe de Photographes Créateurs, Union Régionale des Arts Plastiques (URAP)
- 2001 : À Chicago, Musée Pierre Noël, Saint-Die-des-Voges, Histoire de voir 2001
- 2005 : La Photographie à L'épreuve, Musée d'Art moderne et contemporain de Saint-Étienne Métropole
- 2006 : Mutations / Métamorphoses I, Orangerie Parc de la Tête d'Or, Lyon
- 2006 : City Blues, Espace Art Plastique, Maison du peuple, Vénissieux
- 2007 : Portraits et figures de la création contemporaine, Musée Paul Dini, Villefranche-sur-Saône
- 2011 : La Pratique est absolument nécessaire..., Cité du Design - ESADSE, Saint-Étienne (Collection FRAC Rhone-Alpes – IAC Villeurbanne)
- 2011 : Portrait d'une PME, Musée de l'Histoire de l'immigration, Paris
- 2012 : J'ai deux Amours, Musée de l'Histoire de l'immigration, Paris
- 2012 : Replay, 20 ans d'exposition au centre d'art, Galerie du Dourven, Trédrez-Locquémeau
- 2015 : Villissima, des artistes et des villes, Hôtel des Arts, Toulon (Collection FRAC Rhone-Alpes – IAC Villeurbanne)
- 2017 : Empreintes Mouvantes, La Maison des Arts des Versants d'Aime (Collection FRAC Rhone-Alpes – IAC Villeurbanne)
- 2017 : Les Canuts, Musée d'Art moderne et contemporain de Saint-Étienne Métropole
- 2020 : Constellations, Collection de 87 affiches, DDA Auvergne-Rhône-Alpes, Maison du Livre de l'image et du son, Artothèque, Villeurbanne
- 2021 : Constellations, Collection de 87 affiches, DDA Auvergne-Rhône-Alpes, Bourse du Travail, Valence
- 2022 : Retourner Voir, L'Art contemporain au prisme de l'Archéologie, H2M, Espace d'art contemporain, Bourg-en-Bresse
- 2023 : Portrait d'une PME – Collection, Musée de l'Histoire de l'immigration, Paris

## Collections Publiques
- Musée de l'Histoire de l'immigration, Paris[4]
- Centre National des Arts Plastiques – CNAP
- FRAC Rhône-Alpes – IAC Villeurbanne[6]
- Musée de la Mine, Saint-Étienne
- Bibliothèque Municipale de Lyon
- Centre d'art Madeleine-Lambert, Ville de Vénissieux
- Communauté Urbaine du Creusot - Montceau-les-Mines (Commande Publique)

## Pièces de théâtre
- 1973 : Toller, théâtre national populaire Villeurbanne, mise en scène par Patrice Chéreau